# 胡普斯頓 (伊利諾伊州)
胡普斯頓（英語：Hoopeston）是一個位於美國伊利諾伊州弗米利恩縣的城市。

## 地理
胡普斯頓的座標為39°28′02″N 87°40′06″W / 39.46722°N 87.66833°W，而該地的平均海拔高度為221米（即725英尺）。

## 人口
根據2010年美國人口普查的數據，胡普斯頓的面積為9.55平方千米，當中陸地面積為9.55平方千米，而水域面積為0.00平方千米。當地共有人口3474人，而人口密度為每平方千米363.77人。